# Gran Bretanya prehistòrica

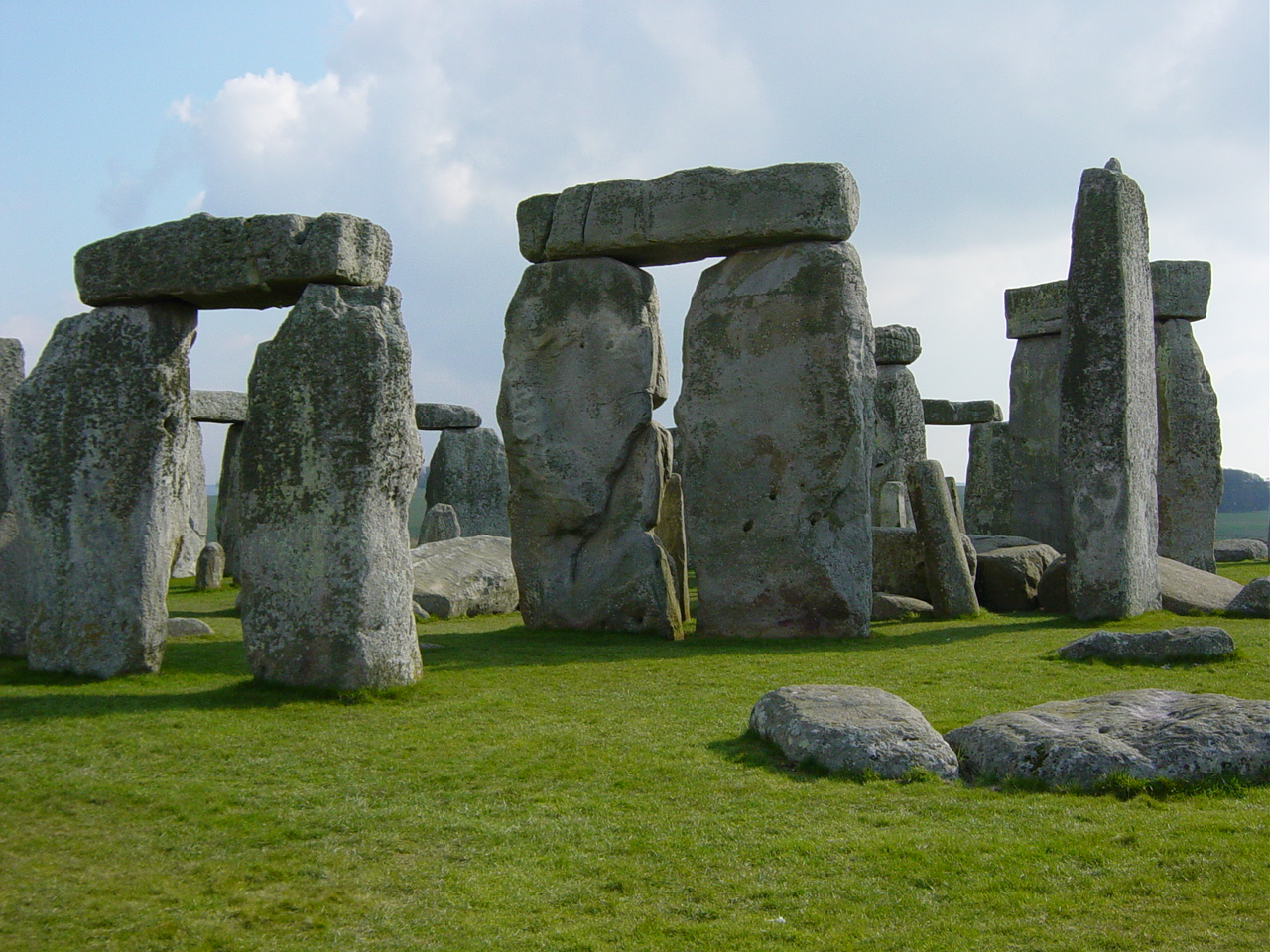
Complex de Stonehenge, erigit cap al 2500 o 2000 aC

La Gran Bretanya prehistòrica comprèn des de la presència humana en el sòl britànic, fins a la invasió romana, el 43 dC.

## Introducció
La Gran Bretanya va ser habitada des de fa milers d'anys i el que es coneix dels seus primers habitants i la seva cultura és degut a l'arqueologia, a causa del fet que ells, fins a on se sap, no van usar l'escriptura. El primer esment escrit sobre la Gran Bretanya i els seus habitants va ser fet per un mariner grec, Piteas de la colònia de Marsella, que va explorar la costa britànica en el 325 aC.
A partir del Neolític l'illa va mantenir intercanvis comercials i culturals amb Europa, exportant especialment estany, mineral en el qual l'illa era rica. Situada en els confins d'Europa, a Gran Bretanya van arribar tard els canvis tecnològics i culturals durant tota la prehistòria. Encara que se suposava que els canvis es correlacionaven amb ones successives de colonitzacions europees, l'arqueologia ha posat en discussió aquesta hipòtesi migratòria i ha permès descobrir l'existència d'una relació molt complexa entre Gran Bretanya i el continent, de manera que molts dels canvis operats en les societats britàniques van derivar de l'adopció, pels nadius, de costums o tecnologies estrangeres.

## El paleolític
El Paleolític britànic pot fixar-se entre l'any 750000 i el 10000 aC. Durant aquest llarg període van ocórrer molts canvis ambientals, entre els quals destaca l'alternança entre les glaciacions i els períodes interglacials. Els habitants eren caçadors-recol·lectors que seguien els animals pel nord d'Europa.
Ossos i eines de sílice recuperats en les zones costaneres properes a Happisburgh, Norfolk, Pakefield i Suffolk, van demostrar com Homo erectus va estar present a Gran Bretanya cap a l'any 700000 ae. En aquell temps, les parts sud i oriental del territori estaven unides a l'actual Europa continental per un llarg pont de terra que permetia a uns grups humans moure's lliurement d'un costat a l'altre. Per l'actual canal de la Mànega corria un gran riu, que es dirigiria a occident i era alimentat per l'actual Tàmesi i pel Sena. Aquesta reconstrucció ha permès seguir els primers itineraris fets pels habitants d'Euràsia per arribar a la Gran Bretanya seguint el curs d'aquest riu, al qual s'ha anomenat Bytham.
Jaciments arqueològics com Boxgrove i Sussex testifiquen la successiva arribada d'Homo heidelbergensis, fa uns 500.000 anys. Aquesta espècie humana va produir artefactes de sílice de l'Acheulense i caçava els grans mamífers de l'època, com elefants, rinoceronts i hipopòtams. És probable que les successives glaciacions obliguessin a emigrar els habitants, però en el període interglacial conegut com a Mindel-Riss, fa 420.000 a 360.000 anys Gran Bretanya va estar poblada per fabricants d'instruments Clactonien, com els trobats a Barnfield Pit (Kent).
Durant el subsegüent període de fred intens, fa uns 240.000 anys, va ser introduïda la tecnologia Levallois, que va poder provenir d'Àfrica, encara que les troballes d'instruments a Swanscombe i Botany Pit donen suport a la hipòtesi que aquesta tecnologia va poder haver-se originat a Europa i va ser molt important per a la permanència de l'ésser humà en zones fredes durant l'era glacial. Encara hi ha poques proves de l'ocupació humana durant el següent període interglacial, anomenat a Gran Bretanya Riss-Würm (prop de 120.000 anys abans del present), car sembla que el gel va trigar a fondre's més que al continent, i s'explica així la poca presència humana. En general, la reducció de traces arqueològiques suggereix que es va registrar un gradual decreixement demogràfic entre els interglacials Mindel-Riss i Riss-Würm.
Fa 230.000 anys, 'Homo neanderthalensis va arribar a l'actual Gran Bretanya i hi va substituir Homo heidelbergensis. Proves de la producció d'eines de sílice per neandertals s'han trobat a l'àrea de Kent, a l'Anglaterra meridional.
Els Homo sapiens apareixen per primera vegada a Gran Bretanya fa 30.000 anys i eren també originàriament caçadors-recol·lectors. Durant un llarg període, però, la Gran Bretanya va estar deshabitada a causa de l'última glaciació.
Del 7500 aC data el centre mesolític maglemosiè de Star Carr, Yorkshire. La cultura tardenois va arribar més tard. Eren caçadors i recol·lectors i els primers coneixien la destral i els sistemes de tala. Va arribar a continuació la cultura aziliè, amb assentaments a les costes.

## Gran Bretanya es converteix en illa

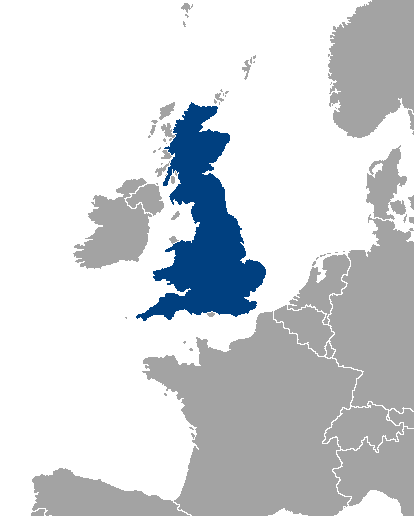
L'illa de Gran Bretanya

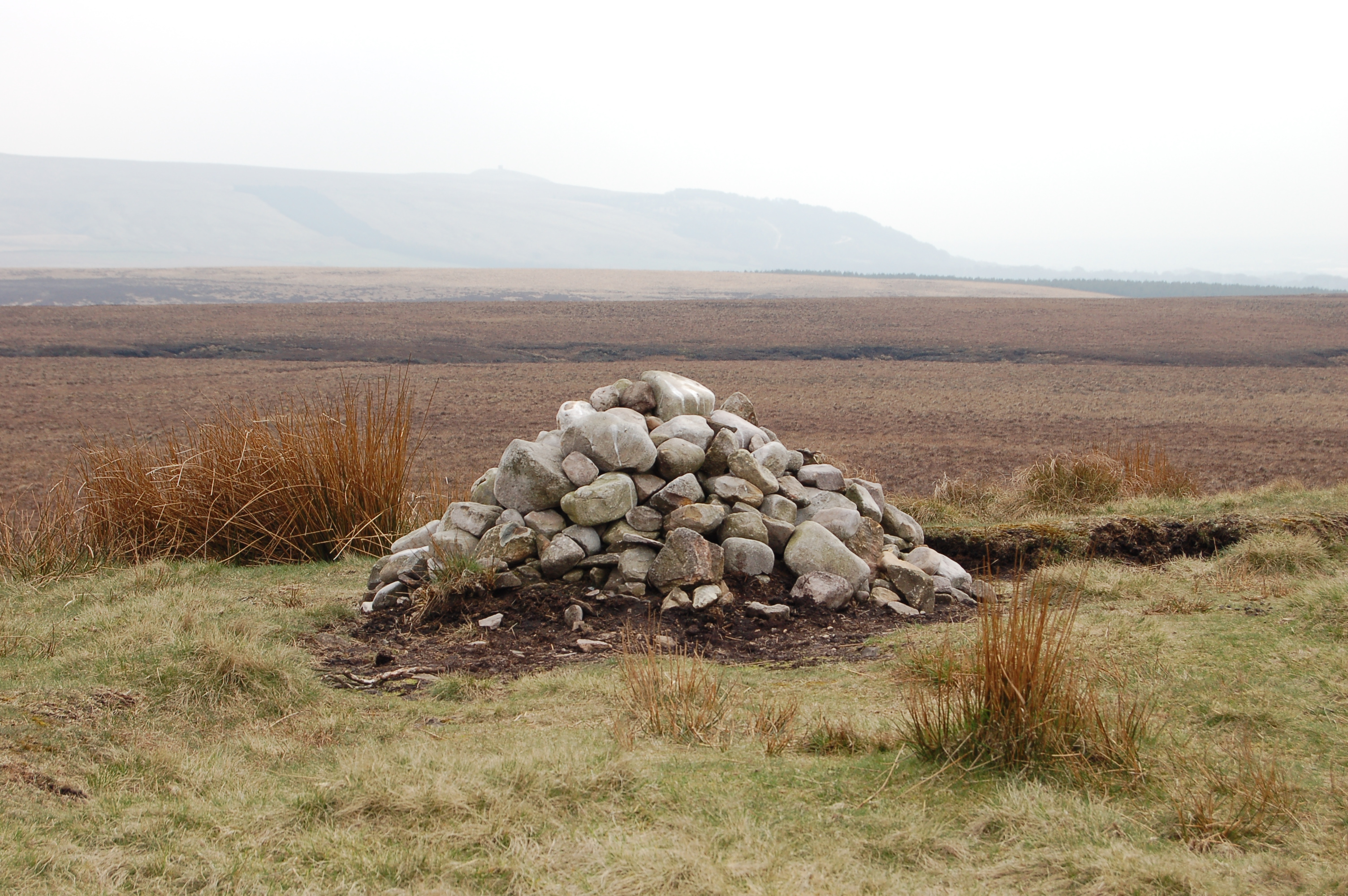
Pedres de Round Loaf

Cap al 6500 aC, en acabar l'era glacial, el nivell del mar es va elevar i la Gran Bretanya es va separar de la resta d'Europa, convertint-se en una illa.

## Primers assentaments
Cap al 4500 aC van començar a establir-s'hi assentaments agrícoles, quan es va estendre des d'Europa el coneixement de l'agricultura. En el 3500 aC hi havia assentaments agrícoles en gran part de l'illa. El treball de l'argila es va conèixer almenys des del 4100 aC.
El 3800 aC van arribar per mar colonitzadors agricultors. Es van assentar a Wessex i durant desenes d'anys van conviure amb els maglemosiens de les selves, els tardenosiens de les valls fluvials i els aziliens dels litorals. L'èxit va acompanyar aquesta cultura d'agricultors i pastors, anomenada, pel lloc on va aparèixer un ric jaciment, de Windmill Hill, que el 3000 adC estava estesa per Gran Bretanya i Irlanda. La necessitat de sílex va forçar la primera explotació minera. S'han trobat sepultures en forma de llargs túmuls de terra i guix.
Del 2800 aC està datat el monument megalític West Kennet Long Barrow, conseqüència de l'arribada d'un primer contingent de constructors, que es va barrejar amb la cultura de Windmill Hill. Un segon contingent va desembarcar més tard al sud-oest d'Escòcia i nord d'Irlanda, amb assentaments a Man, Gal·les i Derbyshire.
La cultura dels pobles del Neolític secundari, anomenada de Peterborough per un jaciment allí trobat, inclou la caça i la pesca juntament amb l'agricultura i la ceràmica. Altres grups culturals són els de Rinyo-Clacton, establerts al nord d'Escòcia i sud-est d'Anglaterra, i el de Dorchester a la vall del Tàmesi. Hi apareixen també factories de destrals. Datats del 2600 aC, es localitzen al sud d'Anglaterra nombrosos terraplens circulars, amb un accés, denominats henges. Cap al 2500 aC s'efectua la construcció de Stonehenge, enmig d'un complex a l'entorn d'un assentament de més de mil cases, que data de 500 anys abans i en el qual es troba ceràmica amb decoracions lineals.

## Edat de bronze
Després del 2500 aC una nova cultura va arribar a Gran Bretanya, la cultura del vas campaniforme, originada a la península Ibèrica, que tenia habilitat per a fabricar instruments i armes de metall, inicialment utilitzava coure i a partir de l'any 2150 aC, bronze, mitjançant l'aliatge del coure amb l'estany; així el bronze va reemplaçar definitivament la pedra.
A la Gran Bretanya hi havia grans reserves d'estany a Cornualla i Devon, en l'actual Anglaterra meridional. Al 1600 aC, el sud-oest britànic va experimentar un auge comercial, quan l'estany provinent d'allí es va exportar a tot Europa.

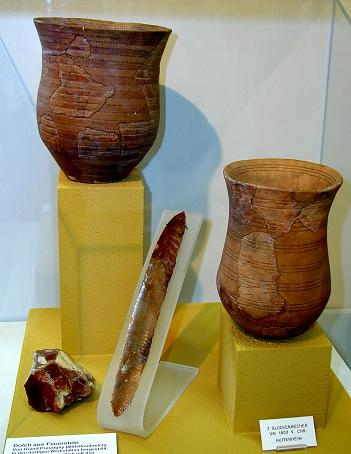
Objectes de la cultura beaker

El poble d'aquesta cultura, denominada cultura Beaker, era destre en la producció d'ornaments d'or que s'han trobat en tombes de persones acabalades. Sepultaven els morts en túmuls de pedra, sovint amb un got al costat del cos (beaker en anglès significa 'got'). Alguns suposen que aquesta cultura va ser la responsable de la construcció prehistòrica de Stonehenge, però el complex on va ser construït el monument megalític és, en tot cas, anterior.
A partir de 1500 aC la cultura Beaker va començar a declinar. Es debat si el poble de Beaker va migrar en massa de Gran Bretanya al continent o si la cultura Beaker provenia d'una cultura comuna a Europa que es va difondre cap a Gran Bretanya. La majoria dels experts defensen la segona hipòtesi.

## Edat de ferro
Cap a l'any 750 aC la tecnologia del ferro va arribar des d'Europa meridional. El ferro era més fort i més abundant que el bronze i va revolucionar molts aspectes de la vida. Va ser molt important per a l'agricultura. L'arada amb punta de ferro permetia treballar la terra a més velocitat que la de bronze i va fer el ferro popular al camp.

### Els celtes
En el 900 aC una nova ona de colonització es va assentar a Gran Bretanya. Aquests pobles coneguts com a cèltics, cap al 500 aC havien ocupat la major part de Gran Bretanya. Eren artesans molt hàbils que produïen des de joies amb motius intricats fins a armes de ferro.
Els celtes vivien en grups tribals altament organitzats, típicament governats per un cap de tribu. Tenien una "classe alta" de guerrers, que es distingien pels llargs bigotis, i una "classe baixa" d'esclaus i treballadors. Vivien en carpes.
Els guerrers celtes eren famosos per la ferocitat en el combat i no era rar trobar dones guerreres. La més famosa en va ser Boudica.

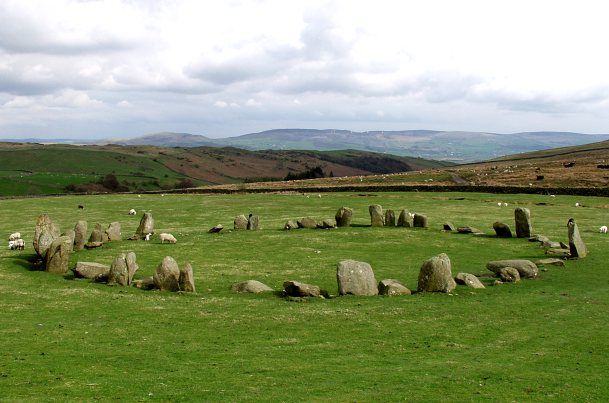
Cercle de pedra de Swinside al Lake District

Els celtes practicaven el paganisme, els seus sacerdots eren els druides, una classe poderosa, tant com la dels guerrers. La cultura cèltica no va usar l'escriptura, per això la llei i els rituals es transmetien oralment.
Quan els celtes van augmentar en nombre, es van incrementar les seves lluites amb pobles rivals, com els pictes, als qui deien Prydyn, que probablement eren la població nadiua precelta. Van construir llavors fortaleses. Encara que les primeres ja havien estat construïdes en el 1500 aC, les fortificacions van ressorgir i es van multiplicar en el període cèltic.
Les fortificacions eren construïdes en terrenys elevats, circumdades per una trinxera profunda i terra amuntonada. Al voltant havia una estacada. Al principi aquestes fortificacions van servir com a refugi temporal durant els assalts, però en passar el temps van esdevenir permanents i van servir com a centres comercials. Moltes es van construir a l'oest i sud-oest d'Anglaterra i altres al nord d'Escòcia.

## 200 aC-43 dC
L'últim segle abans de la invasió romana va transcórrer sota l'influx de refugiats de la Gàl·lia (actual França i Bèlgica), coneguts com a belgae. A partir de 175 aC es van assentar a l'àrea de Kent, Hertfordshire i Essex i van difondre l'habilitat de produir gerros. Els belgues estaven parcialment romanitzats i van ser responsables de la creació dels primers assentaments prou grans per a poder anomenar-los ciutats.
El segle anterior a la invasió romana va ser testimoni d'una creixent sofisticació de la vida britànica. Barres de ferro van ser utilitzades com a moneda a partir del 100 aC; el comerç intern i amb l'Europa continental va florir gràcies a la producció de minerals a l'illa, per la qual cosa en expandir-se cap al nord el seu domini, Roma es va interessar per la Gran Bretanya.